# Іджтигад
Іджтигад або іджтихад (араб. اجتهاد‎‎) — старанність, наполегливість. Згідно з шаріатом праця, старанність у винесенні правових вердиктів і рішень різних релігійних проблем чи питань згідно з ісламським вченням. Іджтигадом є або винесення незалежних рішень, що ґрунтуються безпосередньо на першоджерелах, або ж застосування вже вирішених попередниками проблем. Цей термін не трапляється в Корані, але натяки на нього містяться в хадисах.
Ісламський вчений, який займається іджтигадом, називається муджтагідом. Він мусить мати глибокі знання та відповідати ісламським моральним засадам.
Після ІІІ століття гіджри (Х століття нашої ери) практично всі основні правові проблеми були систематизовані. У зв'язку з цим три основні ортодоксальні сунітські правові школи (мазгаби) — ханафійський, малікійський і шафійський дійшли згоди, що продовження іджтигаду з уже вирішених правових проблем є не доцільним. Іджтигад у цих мазгабах є «закритим». Однак це не стосується нових нагальних проблем, що можуть виникати.
Закриття іджтигаду не було визнане сунітським ханбалійським мазгабом, а також шиїтами. В цих ісламських школах іджтигад є відкритим стосовно усіх проблем